# Herb powiatu sieradzkiego
Herb powiatu sieradzkiego – jeden z symboli powiatu sieradzkiego, ustanowiony 3 grudnia 1998.

## Wygląd i symbolika
Herb przedstawia na tarczy dwudzielnej w słup w polu prawym złotym połulwa czerwonego o złotych, obrysowanych czarnym konturem pazurach. W polu lewym czerwonym znajduje się połuorzeł czarny o złotym dziobie, złotej łapie z pazurami oraz ze złotą przepaską poprzez skrzydło, zakończoną trójliściem koniczynki. Na głowach zespolonych ze sobą zwierząt znajduje się wspólna złota korona z trzema fleuronami. Jest to historyczny symbol ziemi sieradzkiej.